# Apterogryllus
Apterogryllus is een geslacht van rechtvleugeligen uit de familie krekels (Gryllidae). De wetenschappelijke naam van dit geslacht is voor het eerst geldig gepubliceerd in 1877 door Saussure.

## Soorten
Het geslacht Apterogryllus omvat de volgende soorten:
- Apterogryllus alkina Otte & Alexander, 1983
- Apterogryllus bathurstis Otte & Alexander, 1983
- Apterogryllus bimblios Otte & Alexander, 1983
- Apterogryllus brunnerianus Saussure, 1877
- Apterogryllus coorani Otte & Alexander, 1983
- Apterogryllus durakai Otte & Alexander, 1983
- Apterogryllus ilga Otte & Alexander, 1983
- Apterogryllus kanandah Otte & Alexander, 1983
- Apterogryllus kimberleyanus Baehr, 1989
- Apterogryllus midgee Otte & Alexander, 1983
- Apterogryllus moomooma Otte & Alexander, 1983
- Apterogryllus nanango Otte & Alexander, 1983
- Apterogryllus neonyrang Otte & Alexander, 1983
- Apterogryllus nyrang Otte & Alexander, 1983
- Apterogryllus palpatus Chopard, 1925
- Apterogryllus paranyrang Otte & Alexander, 1983
- Apterogryllus pedestris Walker, 1869
- Apterogryllus rimbijae Otte & Alexander, 1983
- Apterogryllus yirrkalis Otte & Alexander, 1983
- Apterogryllus yuraraba Otte & Alexander, 1983